# 拉多·古尔格尼泽
弗拉基米尔·“拉多”·古尔格尼泽（1970年12月17日—），格鲁吉亚政治家，曾任格鲁吉亚银行监事会主席和格鲁吉亚总理（2007年至2008年）。

## 生平
古尔格尼泽是一个职业银行家。十年来在东欧和伦敦几家投资银行任职。格鲁吉亚玫瑰革命后古尔格尼泽回到了他的家乡，担任格鲁吉亚银行执行董事长和首席执行官，在三年任期内，格鲁吉亚银行总资产净利润分别增长了854%和1779%，其市场份额从18%增加到34%，市值超过9亿美元(任职时只有3000万美元)，在在前苏联国家中处于领先地位。格鲁吉亚银行成为前苏联国家第一个在伦敦证券交易所上市(2006年11月)的银行，还首次格鲁吉亚实体发行国际债券(2007年2月)和从三大评级机构(标准普尔、穆迪和惠誉国际)获得信用评级。
在担任监事会主席(2004 - 2007)期间，成为第一个收到欧洲货币卓越奖的格鲁吉亚银行。
古尔格尼泽在2007年11月被任命为格鲁吉亚总理，在他短暂担任总理期间，对格鲁吉亚发起了重大财政改革和货币法律，为格鲁吉亚成为一个地区贸易和金融中心，铺平了道路。在金融服务领域，古尔格尼泽也促进改变，制定了法律。
2008年8月俄罗斯和格鲁吉亚发生武装冲突后，古尔格尼泽在稳定格鲁吉亚经济和金融服务业方面都发挥了重要的作用。他从国际货币基金组织获得了(在2008年9月)7.5亿美元的备用贷款，促成了国家获得45亿美元的投资。由于他的努力，在全球金融危机时期，格鲁吉亚经济获得稳定。
2008年10月古尔格尼泽被授予圣乔治胜利勋章。11月格鲁吉亚总统萨卡什维利提名格鲁吉亚现驻土耳其大使格里戈尔·姆加洛布利什维利（Grigol Mgaloblishvili）为新总理，取代古尔格尼泽。

## 当前活动
自从古尔格尼泽辞去格鲁吉亚总理后，经常在不同的论坛和会议上发表经济自由和自由市场改革问题的演讲，并建议几个非洲发展中国家进行自由市场改革。从2009年4月，古尔格尼泽担任埃默里中心主席，负责另类投资。2009年9月，基于卢旺达总统和政府的决策，古尔格尼泽被任命为卢旺达最大的银行基加利银行监事会主席。
2010年5月26日，古尔格尼泽因在国家与俄罗斯武装冲突中领导政府稳定经济，被授予总统卓越勋章。
古尔格尼泽已婚，有四个儿子。